# 加兰 (犹他州)
加兰（英文：Garland），是美国犹他州博克斯埃尔德县下属的一座城市。建市于 1890年，面积大约为1.89平方英里（4.9平方公里），海拔约为4,340英尺（1,320米）。根据2010年美国 人口普查，该市有人口2,400人。